# دستت را به من بده (فیلم ۲۰۰۶)
دستت را به من بده یا همسری اجاره کن (عنوان کاری بین‌المللی)(به فرانسوی: Prête-moi ta main‎ ; ت.ت. 'Lend me your hand') یک فیلم کمدی رمانتیک فرانسوی محصول سال ۲۰۰۶ به کارگردانی اریک لارتیگاو بر اساس ایده‌ای از آلن شابا است. در این فیلم شارلوت گنسبور، آلن شابا و برنادت لفو به ایفای نقش پرداخته‌اند. این سومین همکاری گنسبور و شابا بعد از خوشبختی تا ابد (۲۰۰۴) وThe Science of Sleep (2006) است. این فیلم توسط یک فیلم هندی به زبان تلوگو با نام Manmadhudu 2 باز سازی شده‌است که در اوت ۲۰۱۹ منتشر شد.

## بازیگران
- آلن شابا - لوئیس کاستا
- شارلوت گنسبور - اما
- برنادت لفو - ژنویو کاستا
- ولادیمیر یوردانف - فرانسیس برتوف
- گرگوار اوسترمان - پیر ایو
- ورونیک بارو - کاترین
- Marie-Armelle Deguy - آکسل
- آئیسا مائیگا - کریستین هانسن
- کاتیا لوکوویچ - کارول
- لوئیز مونو - ماکسین
- آن ماروین - همکار فروش
- اریک لارتیگاو - یک رهگذر

## باکس آفیس
این فیلم که در ۱ نوامبر ۲۰۰۶ در فرانسه اکران شد، مستقیماً به رتبه ۱ باکس آفیس رسید و بیش از یک میلیون بلیط فروخت. این فیلم شش هفته متوالی را در ۱۰ فیلم برتر باکس آفیس سپری کرد. تا ۱۹ دسامبر، این فیلم به مرز ۳ میلیون بلیط فروخته شده رسید. این فیلم در نهایت بیش از ۳٫۵ میلیون بلیط فروخت و دومین فیلم موفق سال ۲۰۰۷ در باکس آفیس فرانسه شد.

## جوایز و نامزدها
- جوایز سزار (فرانسه)
  - نامزد: بهترین بازیگر مرد – نقش اول (آلن شابا)
  - نامزد: بهترین بازیگر زن – نقش اول (شارلوت گنسبور)
  - نامزد: بهترین بازیگر زن – نقش مکمل (برنادت لفو)